# Elizabeth de Clare

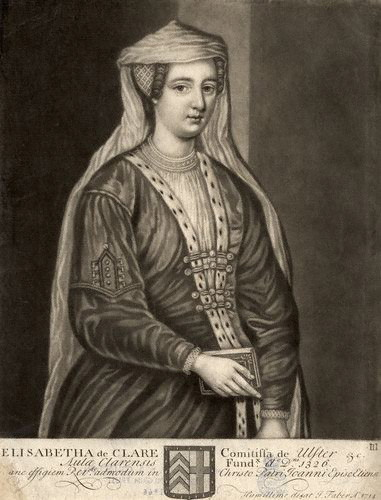
Elizabeth de Clare; Historisierendes Porträt von John Farber, 1714

Elizabeth de Clare, Lady of Clare (auch Elizabeth de Burgh; * 16. September 1295; † 4. November 1360) war eine englische Adlige. Nach dem Tod ihres Bruders war sie eine der Erbinnen der Familie Clare.

## Herkunft und Jugend
Elizabeth war die jüngste Tochter von Gilbert de Clare, 6. Earl of Gloucester und seiner zweiten Ehefrau Johanna, einer Tochter von König Eduard I. Ihr Vater war einer der reichsten und mächtigsten Barone Englands, starb jedoch bereits im Dezember 1295. Nach dem Tod ihres Vaters wuchs Elizabeth vermutlich bei ihrer Mutter und deren zweiten Ehemann Ralph de Monthermer auf.

## Erste Heirat
1308 begleitete sie ihren einzigen Bruder Gilbert nach Irland, der dort am 29. September Maud, eine Tochter des Earl of Ulster heiratete, während sie am folgenden Tag John de Burgh, den ältesten Sohn des Earls heiratete. Ihr Mann fiel jedoch bereits am 18. Juni 1313 in einem Gefecht in Irland. Elizabeth blieb zunächst in Irland. In der Schlacht von Bannockburn fiel 1314 ihr Bruder Gilbert, der keine Nachkommen hinterließ. Gemäß dem Ehevertrag, den ihr Vater mit König Eduard I., dem Vater ihrer Mutter geschlossen hatte, wurde Elizabeth mit ihren beiden Schwestern Eleanor und Margaret nun die alleinigen Erbinnen des Besitzes ihres Vaters. Ihr Onkel König Eduard II. schob jedoch die Aufteilung des Erbes unter dem Vorwand der möglichen Schwangerschaft von Gilberts Witwe Maud hinaus, und angesichts der Adelsopposition unter dem Earl of Lancaster versuchte er die Erbinnen mit treuen Gefolgsleuten von ihm zu verheiraten. Er berief Elizabeth von Irland zurück nach England und wies ihr Bristol Castle als Wohnsitz zu.

## Zweite Heirat
In Bristol wurde Elizabeth, vermutlich gegen ihren Willen, am 3. Februar 1316 durch Theobald de Verdon, 2. Baron Verdon entführt, der sie am nächsten Tag heiratete. Verdon starb jedoch bereits am 27. Juli 1316, und Elizabeth zog sich in das Priorat von Amesbury zurück. Dort gebar sie am 21. März 1317 eine postume Tochter, Isabel.

## Dritte Heirat und Aufteilung des Erbes
König Eduard II. drängte sie bereits während ihrer Schwangerschaft, seinen Höfling Roger Damory, 1. Baron Damory, zu heiraten, den sie schließlich am 3. Mai 1317 heiratete. Auch ihre beiden Schwestern waren nun mit Gefolgsleuten des Königs verheiratet. 1317 wurden schließlich die Besitzungen der Clares zwischen ihr und ihren beiden Schwestern Eleanor und Margaret bzw. deren Ehemännern aufgeteilt. Elizabeth erhielt den Großteil der Honour of Clare mit Clare Castle und Clare borough als Zentrum sowie Cranborne und weitere Güter in Dorset. Daneben erhielt sie ein Drittel der irischen Herrschaft Kilkenny, diese Besitzungen wurden ihr am 15. November 1317 als ihr Erbteil zugesprochen. Ein Drittel des Besitzes fiel als Wittum an Maud, der Witwe ihres Bruders. Nach deren Tod 1320 wurde dieser Wittum unter den drei Schwestern aufgeteilt. Elizabeth erhielt daraus Usk und Caerleon in Südostwales.

## Erbstreit mit Hugh le Despenser

Wappen des Clare College, Cambridge, das das Wappen der Familie Clare enthält

Hugh le Despenser, der Mann ihrer Schwester Eleanor, war durch das Erbe zu einem mächtigen Baron aufgestiegen. 1318 wurde er königlicher Kämmerer und verdrängte Elizabeths Mann Roger Damory von seiner Stellung bei Hofe. Er forderte von Hugh de Audley, dem Ehemann ihrer Schwester Margaret, dass er mit ihm das walisische Wentloog gegen minderwertigere Besitzungen in England tausche. Dazu versuchte er, weitere Besitzungen in Südwales zu erwerben und sich so ein zusammenhängendes Territorium in den Welsh Marches aufzubauen. Dies überzeugte Roger Damory, der nach dem Tod der Witwe von Gilbert 1320 Usk in Südwales geerbt hatte, sich gegen Despensers Ambitionen zur Wehr zu setzen, und er schloss sich 1321 der Rebellion der Marcher Lords gegen Despenser an. Nachdem die Despenser War genannte Revolte zunächst erfolgreich war und Despenser ins Exil gehen musste, konnte der König Anfang 1322 die Revolte niederschlagen. Roger Damory starb vermutlich am 12. März 1322 in Tutbury, kurz nachdem sich Tutbury Castle dem König ergeben hatte. Elizabeth war zuvor in Usk Castle gefangen genommen worden und zusammen mit ihren Kindern nach Barking Abbey gebracht worden. Dort zwang sie Hugh le Despenser, ihr Usk im Tausch gegen das minderwertigere Gower zu übergeben, das er im selben Jahr durch einen umstrittenen Vertrag erworben hatte. Elizabeth musste Gower kurz wieder an den vormaligen Besitzer William de Braose zurückgeben, der es dann an Despensers Vater übergab. Am 2. November 1322 erhielt Elizabeth ihre Besitzungen in England zurück, doch der König verweigerte ihr weitere Entschädigung für den Verlust ihrer walisischen Besitzungen. Sie unterstützte daher die Rückkehr von Königin Isabella im Herbst 1326, und nach dem Sturz von König Eduard II. und von Hugh le Despenser erhielt sie am 26. Februar 1327 Usk zurück.

## Späteres Leben
Nach dem Tod von Roger Damory heiratete sie nicht erneut. Da zahlreiche Rechnungen und Aufzeichnungen aus ihrem Haushalt erhalten geblieben sind, ist ihr weiteres Leben gut dokumentiert. Sie besaß unter dem Hochadel zahlreiche Freunde und blieb auch mit ihren Kindern und Enkelkindern in engen Kontakt. Elizabeth beaufsichtigte selbst die Verwaltung ihrer umfangreichen Besitzungen. Neben dem Erbe ihres Vaters war sie durch ihre Ehe mit John de Burgh Herrin von Ulster, das sie durch Bevollmächtigte verwalten ließ. Als Witwe von Theobald de Verdon besaß sie weitere Besitzungen in England und Irland als Wittum, und einige kleinere Güter hatte sie durch die Ehe mit Roger Damory erworben. Aus diesen umfangreichen Besitzungen bezog sie 1329 Einkünfte in Höhe von £ 2723 und 1338 in Höhe von £ 2368. Durch diese Einkünfte gehörte sie zum reichen Hochadel. Ihre Hauptwohnsitze in Ostengland waren Clare, Anglesey bei Cambridge sowie Great Bardfield in Essex. Von Zeit zu Zeit besuchte sie Usk Castle in Wales, das sie weiter ausbauen ließ. 1352 errichtete sie am Rand des Minoritenkonvents von Aldgate bei London ein Haus, in dem sie einen Teil des Jahres verbrachte.
Elizabeth war für ihre Frömmigkeit und als großzügige Stifterin bekannt. 1343 legte sie ein Keuschheitsgelübde ab. Sie unternahm häufig Pilgerreisen nach Canterbury, Walsingham und Bromholm. Sie bedachte vor allem Klöster und Kirchen, die bislang mit der Familie Clare verbunden waren, mit Stiftungen, darunter Anglesey Abbey in Cambridgeshire und das Augustinerkloster in Clare. Zur Bestürzung der Augustiner-Chorherren in Walsingham, deren Schirmherrin sie war, stiftete sie 1347 im gleichen Ort ein Franziskanerkloster. 1336 tätigte sie eine erste, 1338 eine weitere großzügige Schenkung an die University Hall, ein 1326 gegründetes College in Cambridge. Ihre Schenkung wurde jedoch erst rechtsgültig, als sie 1346 die Hauptpatronin des College geworden war, das bereits 1339 inoffiziell Clare Hall genannt wurde. 1359 erließ sie noch eine Satzung für das College. 500 Jahre später wurde das College offiziell in Clare College umbenannt.
Sie wurde in der Minoritenkirche in Stepney vor Aldgate begraben, die nicht mehr erhalten ist. In ihrem 1355 erlassenen Testament bedachte sie erneut Clare College sowie das Minoritenkonvent bei Aldgate in London mit großzügigen Schenkungen.

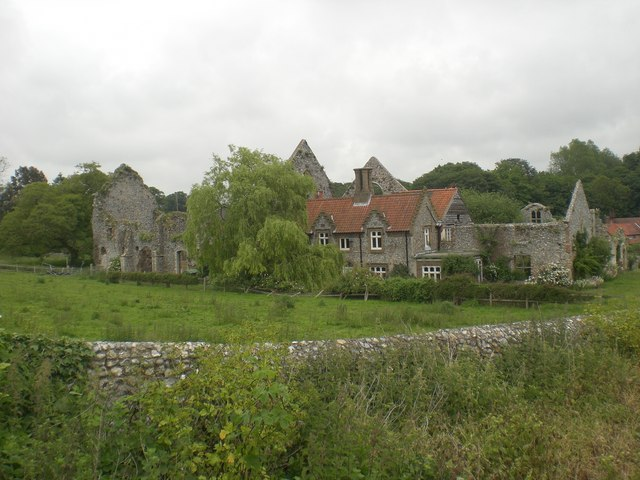
Die Ruinen des von Elizabeth de Clare gegründeten Franziskanerklosters in Walsingham

## Nachkommen
Sie hatte aus jeder ihrer drei Ehen jeweils ein Kind. Aus der Ehe mit John de Burgh hatte sie einen Sohn:
- William Donn de Burgh, 3. Earl of Ulster (1312–1333) ⚭ Matilda of Lancaster, Tochter von Henry Plantagenet, 3. Earl of Lancaster und Maud de Chaworth.

Aus der Ehe mit Theobald de Verdon hatte sie eine postume Tochter:
- Isabel de Verdon (1317–1349) ⚭ vor 1331 Henry Ferrers, 2. Baron Ferrers of Groby.

Aus der Ehe mit Roger Damory hatte sie eine weitere Tochter:
- Elizabeth Damory (1318–1360) ⚭ John Bardolf, 3. Baron Bardolf.